# Trappistenabtei Victoria
Die Trappistenabtei Victoria (lat. Abbatia Beatae Mariae de Victoria; engl. Our Lady of Victoria Abbey) ist seit 1956 ein Kloster der Trappisten zuerst in Kenia, seit 2008 in Uganda in Afrika.

## Geschichte
Mönche der niederländischen Trappistenabtei Tilburg gründeten 1956 in Kenia (Kipkelion, Kericho County) das Kloster Maria Victoria (englisch: Our Lady of Victoria), das 1967 zur Abtei erhoben wurde. 2008 mussten sie vor Unruhen nach Uganda fliehen und bezogen dort (nach kurzem Zwischenaufenthalt in Masaka) 2010 ein neues Kloster bei Kyotera im Distrikt Rakai (Bistum Masaka).

### Obere
- Pius Drijvers (1956–1957)
- Cyprien van den Bogaard (1957–1959, Abt von Tilburg 1966–1989)
- Godefridus Looyaard (1959–1989)
- Bernard Kaboggoza (1989–2000)
- Charles Lwanga Kaweesi (2000–2005)
- Dominic Vincent Nkoyoyo (2005–2008)
- Korneel Vermeiren (2008)
- Bernardus Peeters (2008–2012, gleichzeitig Abt von Tilburg)
- John Bosco Kamali (2012–2019)